# Blasticotoma
Blasticotoma är ett släkte av steklar som beskrevs av Johann Christoph Friedrich Klug 1834. Blasticotoma ingår i familjen ormbunkssteklar.
Släktet innehåller bara arten Blasticotoma filiceti.